# Campanula herminii
Campanula herminii är en klockväxtart som beskrevs av Johann Centurius von Hoffmannsegg och Heinrich Friedrich Link. Campanula herminii ingår i släktet blåklockor, och familjen klockväxter. Inga underarter finns listade i Catalogue of Life.

## Bildgalleri

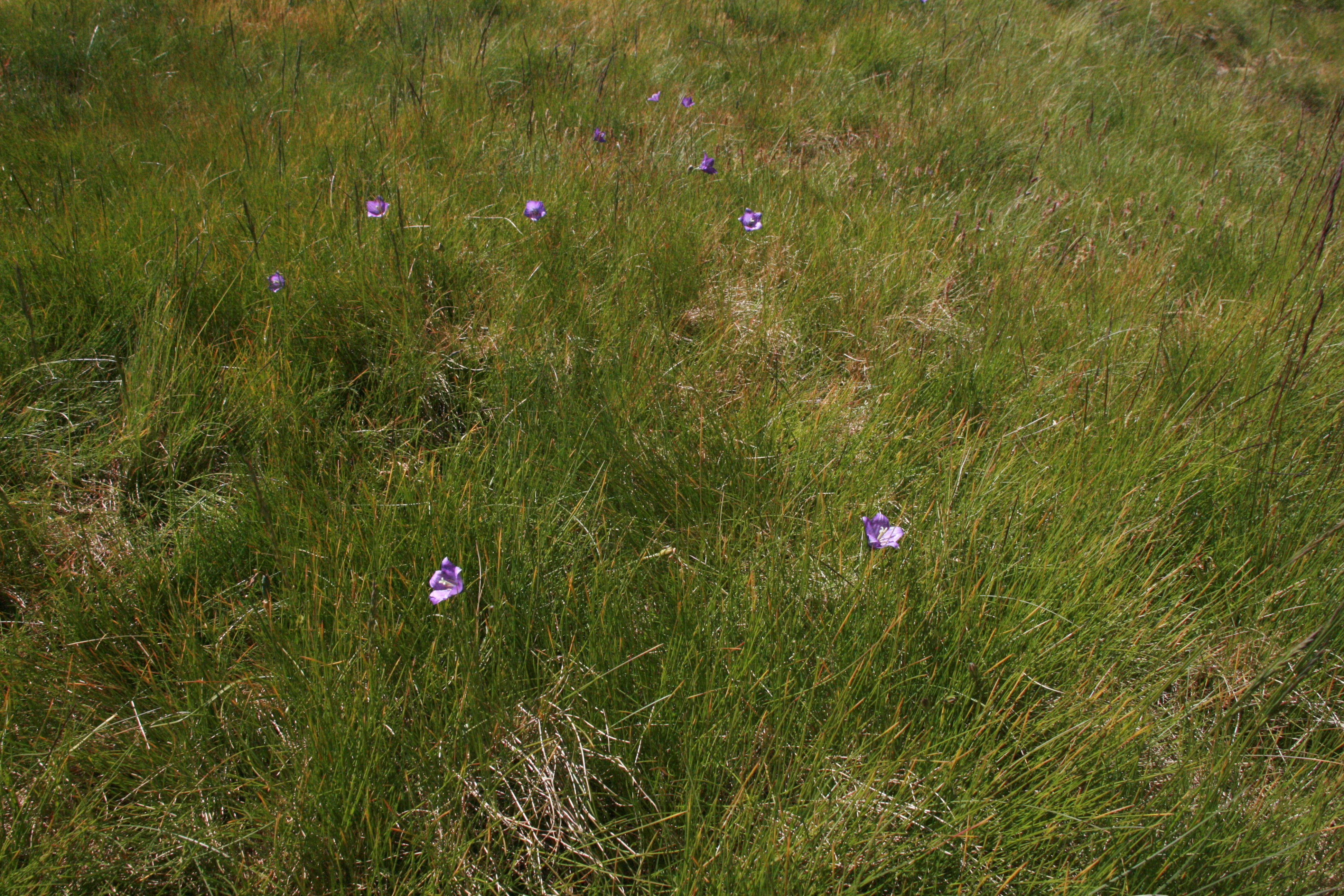